# Harry Potter e i Doni della Morte - Parte 2 (colonna sonora)
Harry Potter e i Doni della Morte - Parte 2 (Harry Potter and the Deathly Hallows, Part 2: Original Motion Picture Soundtrack) è la colonna sonora dell'omonimo film.
Dopo alcune voci riguardanti la partecipazione di John Williams, poi smentite dalla Warner Bros., è stato riconfermato Alexandre Desplat, che aveva composto la colonna sonora della prima parte. La colonna sonora si compone sia di brani nuovi, proposti per la prima volta, sia di brani che ricalcano e ricordano quelli scritti per i primi due film della saga: Harry Potter e la pietra filosofale e Harry Potter e la camera dei segreti. Questi brani fanno da sottofondo a momenti che ricordano o si legano a vicende narrate nei precedenti film.

## Tracce
1. Lily's Theme – 2:28
2. The Tunnel – 1:09
3. Underworld – 5:24
4. Gringotts – 2:24
5. Dragon Flight – 1:43
6. Neville – 1:40
7. A New Headmaster – 3:25
8. Panic Inside Hogwarts – 1:53
9. Statues – 2:22
10. The Grey Lady – 5:51
11. In the Chamber of Secrets – 1:37
12. Battlefield – 2:13
13. The Diadem – 3:08
14. Broomsticks and Fire – 1:24
15. Courtyard Apocalypse – 2:00
16. Snape's Demise – 2:51
17. Severus and Lily – 6:08
18. Harry's Sacrifice – 1:57
19. The Resurrection Stone – 4:32
20. Harry Surrenders – 1:30
21. Procession – 2:07
22. Neville the Hero – 2:17
23. Showdown – 3:37
24. Voldemort's End – 2:44
25. A New Beginning – 1:39

## Classifiche
| Classifica                   | Posizione |
| ---------------------------- | --------- |
| Stati Uniti                  | 25        |
| Stati Uniti (colonne sonore) | 2         |
| Stati Uniti (independent)    | 4         |